# Почётная медаль Национальной полиции (Франция)

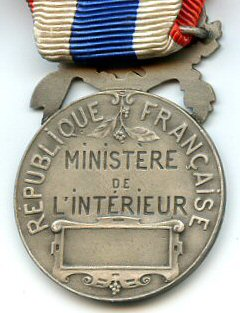
Реверс современной медали

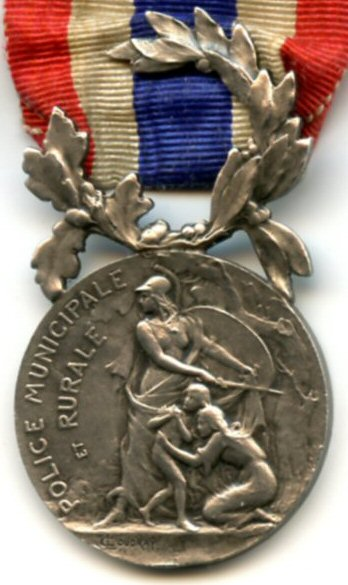
Ранний тип медали (муниципальной и сельской полиции)

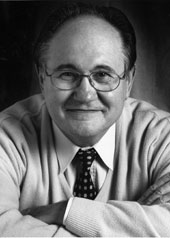
Один из награждённых медалью, главный комиссар Ги Пено

Почётная медаль Национальной полиции  (фр. "Médaille d’honneur de la Police nationale") — высшая награда французской национальной полиции, входящей в состав Министерства внутренних дел.

## История
Медаль учреждена Указом от 3 апреля 1903 года по просьбе тогдашнего министра внутренних дел Эмиля Комбе. Первоначально она называлась "Médaille d’honneur de la Police Municipale et Rurale" (рус. "Почётная медаль сельской и муниципальной полиции"). 17 ноября 1936 года награда переименована: "Médaille d’honneur de la Police française" (рус. Почётная медаль французской полиции"). Наконец, в соответствии с Указом № 96-342 от 22 апреля 1996 года она получила своё современное название.

## Критерии награждения
Медаль присуждается:
- сотрудникам полиции за 20 лет службы;
- членам административного персонала и старшим офицерам за 25 лет службы (в зачёт идут до 10 лет выслуги в армии, Национальной жандармерии, Республиканской гвардии, Парижской пожарной команде, Марсельском военно-морском пожарном батальоне, французской таможенной или лесной службах).[1]

В колониальный период, начиная с 4 февраля 1905 года, медаль было разрешено присуждать по ходатайству генерал-губернатора Алжира офицерам сельской и муниципальной полиции, направленным в эту колонию и имеющим не менее 20 лет безупречной службы.
На административный персонал и старших офицеров Национальной полиции награда была распространена в 1972 году.
17 декабря 2013 года (Указ № 2013-1170) учреждены две степени, «серебряная» и «золотая», для награждения сотрудников полиции, имеющих двадцать и тридцать пять лет выслуги, соответственно.
Кроме того, медаль также может быть вручена на уровне «золото» посмертно после смерти при исполнении функций или, в исключительных случаях, на уровне «серебро» или «золото» во время прекращение полномочий.
Также награда может быть присуждена посмертно, независимо от срока выслуги, и, в особых случаях, за проявление мужества или исключительную службу в полиции сотрудниками национальной или иностранной полиции, аналогично независимо от срока. В подобном случае медаль украшена пятиконечной серебряной звездой.
Церемонии награждения проходят ежегодно в декабре. Получатели объявляются указом министра внутренних дел после консультации с генеральным директором полиции по предложению префекта или представителя государства для заморских территорий.

## Описание
Награда (созданная гравёром Мари Александером Кудре), представляет собой круглую серебряную медаль диаметром 27 мм. На аверсе — рельефное изображение аллегорической фигуры Республики в виде стоящей женской фигуры в шлеме с мечом и щитом в руках, укрывающей щитом стоящую на коленях женщину, притягивающую к себе испуганного ребёнка, на заднем плане — дерево. На правой стороне окружности имеется полукруглая рельефная надпись "POLICE FRANÇAISE" (рус. "Французская полиция").
На реверсе вдоль верхней части окружности нанесена рельефная надпись "RÉPUBLIQUE FRANÇAISE" (рус. "Французская республика"), в её центре надпись "MINISTÈRE DE L'INTÉRIEUR" (рус. "Министерство внутренних дел") а в нижней части прямоугольная рамка, предназначенную для указания имени награждённого и года вручения медали.
Медаль крепится к трёхцветной шёлковой муаровой ленте шириной 30 мм. Цвета ленты: в центре — синяя полоса шириной 8 мм, окаймлённая белыми полосами шириной 6 мм и по краям ленты расположены красные полосы шириной 5 мм. В верхней части медали находится декоративная петля для крепления ленты в виде разомкнутого в верхней левой части венка, состоящего из оливковой ветви справа и дубовой ветви слева.
У Почётной медали сельской и муниципальной полиции Алжира к ленте крепилась пристёжка, изображающая звезду, и полумесяц..

## Известные награждённые (избранное)
- дивизионный комиссар Роже Гавури
- главный комиссар Ги Пено
- генерал Ги Парайр
- префект полиции Шарль Люизе
- генерал Жак Миньо
- майор полиции Фабрис Мартинес
- префект полиции Роже Марио
- генерал Роланд Жиль
- генеральный инспектор Жак Фурнье
- офицер полиции и герой Сопротивления Рене Пуатвен
- старший инспектор Роже Борниш